# Червона Балка (Ізюмський район)
Черво́на Ба́лка — село в Україні, у Барвінківській міській громаді Ізюмського району Харківської області. Населення становить 225 осіб. До 2020 орган місцевого самоврядування — Іванівська Друга сільська рада.

## Історія
Село постраждало внаслідок геноциду українського народу, проведеного урядом СССР в 1932—1933 роках, кількість встановлених жертв в Червоній Балці та Дмитрівці — 62 людини.
12 червня 2020 року, відповідно до Розпорядження Кабінету Міністрів України  № 725-р «Про визначення адміністративних центрів та затвердження територій територіальних громад Харківської області», увійшло до складу Барвінківської міської територіальної громади.
19 липня 2020 року, в результаті адміністративно-територіальної реформи та ліквідації Барвінківського району, село увійшло до складу Ізюмського району.
22 червня 2023 року рішенням №230 Національної комісії зі стандартів державної мови віднесено до списку населених пунктів, які «можуть не відповідати лексичним нормам української мови», зокрема стосуватися «російської імперської чи колоніальної політики». Громаді рекомендовано обґрунтувати доцільність збереження поточної назви або запропонувати нову назву в установленому законодавством порядку.

## Географія
Село Червона Балка знаходиться за 1 км від села Іванівка, село перетинає балка в якій зроблені загати. За 4 км на захід протікає річка Лозовенька. Частина села раніше називалася Пантелєєва Балка.

## Економіка
- В селі є кілька вівце-товарних ферм, машинно-тракторні майстерні.

## Відомі люди
- Забродін Іван Олександрович — український радянський державний діяч, міністр фінансів УРСР.